# Schnottwil
Schnottwil és un municipi del cantó de Solothurn (Suïssa), situat al districte de Bucheggberg.